# Juan Otero
Juan Otero (* 19. oder 20. Jahrhundert) war ein uruguayischer Fußballspieler.

## Karriere

### Verein
Offensivakteur Otero, der auf der Linksaußenposition eingesetzt wurde, spielte auf Vereinsebene mindestens 1922 für den in Montevideo beheimateten Klub Central in der Primera División.

### Nationalmannschaft
Otero war Mitglied der A-Nationalmannschaft Uruguays. Er gehörte dem Aufgebot Uruguays bei der Südamerikameisterschaft 1922 an. Dort kam er in den beiden Spielen gegen Argentinien (8. Oktober 1922) und Paraguay (12. Oktober 1922) zum Einsatz. Ein Länderspieltor erzielte er dabei nicht.